# Deutsche Gesellschaft für Ökonomische Bildung
Die Deutsche Gesellschaft für Ökonomische Bildung (DeGÖB) ist eine wissenschaftliche Fachgesellschaft, die sich der Ökonomischen Bildung widmet. Die Gesellschaft ist als gemeinnütziger Verein verfasst und wurde am 30. März 1995 gegründet. Die Mitglieder- und Finanzverwaltung wird von einer Geschäftsführerin bzw. einem Geschäftsführer wahrgenommen. Sitz und Gerichtsstand ist Köln. Die DeGÖB hatte 2020 ca. 180 Mitglieder. Seit ihrer Gründung ist die Zielsetzung der DeGÖB unverändert geblieben. Satzungsgemäß strebt die DeGÖB die Förderung der fachwissenschaftlichen und fachdidaktischen Entwicklung Ökonomischer Bildung in Forschung und Lehre sowie die Etablierung eines eigenständigen Schulfaches Wirtschaft an.

## Vereinszweck und Ziele
Grundlegendes Ziel war seit den Anfängen der DeGÖB-Arbeit, dass ökonomische Bildung zu einem integralen Bestandteil der Allgemeinbildung in der Bundesrepublik werden sollte. Die DeGÖB ist nach ihrer Satzung der „Förderung der fachwissenschaftlichen und fachdidaktischen Entwicklung ökonomischer Bildung in Forschung und Lehre“ verpflichtet. Die DeGÖB fördert als wissenschaftliche Fachgesellschaft die ökonomische Bildung, d. h. alle erzieherischen Bemühungen, die zum Ziel haben, junge Menschen mit den Kenntnissen, Fähigkeiten und Einstellungen auszustatten, um die wirtschaftlichen und finanziellen Zusammenhänge ihrer Lebensumwelt verstehen und gestalten zu können. Zu diesem Zweck stellt sie Forschungsbedarf vor allem aber nicht ausschließlich zu fachdidaktischen Themen der ökonomischen Bildung fest, sammelt Ergebnisse, wertet sie aus und macht sie öffentlich. Die DeGÖB gibt weiterhin durch wissenschaftliche Erkenntnisse fundierte Empfehlungen, Leitlinien und Stellungnahmen heraus. Sie veranstaltet wissenschaftliche Tagungen und Fortbildungen von Nachwuchswissenschaftlerinnen und -wissenschaftlern.
Die gemeinnützigen Ziele der DeGÖB sind im Einzelnen:
- Förderung der fachwissenschaftlichen und fachdidaktischen Entwicklung ökonomischer Bildung in Forschung und Lehre
- Förderung des wissenschaftlichen Nachwuchses in der Wirtschaftsdidaktik
- Verankerung und Ausbau der Fachdidaktik sowie der ökonomischen Bildung in Hochschule, Schule und Weiterbildung sowie in der beruflichen Praxis und der Öffentlichkeit, insbesondere die Etablierung eines eigenständigen Schulfaches Wirtschaft in allgemein bildenden Schulen
- Durchführung von wissenschaftlichen Tagungen und Kongressen
- Zusammenarbeit mit Einrichtungen, die diese Ziele unterstützen

## Geschichte
Der Deutsche Ausschuss für das Erziehungs- und Bildungswesen schlug 1964 in den Empfehlungen zum Aufbau der Hauptschule die eines Lernbereichs Arbeitslehre vor, die den „Schüler mit Grundzügen des Arbeitens in der modernen Produktion und Dienstleistung“ vertraut machen sollte. Mit diesen Empfehlungen wurde ein Lernbereich Arbeitslehre eingeführt, über welchen die Fächer Wirtschaft und Technik in den Bildungskanon eingeführt werden sollten. Der Startschuss für diese Entwicklung fiel in fiel in Nordrhein-Westfalen, wo an den seinerzeit existierenden Pädagogischen Hochschulen schon ab 1968/69 Lehraufträge und 1970/71 die ersten Lehrstühle das Fach Wirtschaftswissenschaft und ihre Didaktik eingerichtet wurden. Im Lernbereich Arbeitslehre an der Hauptschule konnten Lehramtsstudierende die Fächer Wirtschaftswissenschaft, Technik oder Hauswirtschaft absolvieren; diese Fächer bildeten sehr bald eine Kombination. Im Jahre 1975 trat dann eine neue Regelung für die Ausbildung der Lehrerinnen und Lehrer im Fach Wirtschaft in Nordrhein-Westfalen in Kraft, wobei der Lernbereich Arbeitslehre gestrichen wurde, obwohl es nach wie vor ein Hauptschulfach Arbeitslehre gab. Stattdessen wurde das neue Lehramtsfach Sozialwissenschaften als Kombination von Soziologie, Politik und Ökonomie eingeführt.
Diese Entwicklungen bildeten den Ausgangspunkt für das Entstehen der DeGÖB. Ausgehend von den Lehrstühlen für Wirtschaftswissenschaft und ihre Didaktik in Aachen, Bielefeld, Bochum, Bonn, Dortmund, Duisburg, Essen, Köln, Münster, Neuss, Paderborn und Siegen, die von den Entwicklungen in der Lehramtsausbildung direkt betroffen waren, bildete sich um den Hochschullehrer Dietmar Krafft eine lose Landesfachgruppe für Ökonomie in Schule und Lehrerbildung NRW. Diese lud im Februar 1978 für alle ihr bekannten Kolleginnen und Kollegen aus den anderen Bundesländern zu einem gemeinsamen Treffen in Münster ein. Dort wurde unter anderem ein Übergangsvorstand für eine zu gründende Bundesfachgruppe gebildet. Die Bundesfachgruppe für Ökonomische Bildung e.V. (BÖB) als direkte Vorgängerin der Deutschen Gesellschaft für Ökonomische Bildung wurde bei ihrer Gründungsversammlung am 2. und 3. Juni 1978 mit 30 Gründungsmitgliedern in Bonn ins Leben gerufen. In den Vorstand wurden gewählt:
- Dietmar Krafft, Münster (Vorsitzender)
- Franz-Josef Kaiser, Paderborn (Stellvertretender Vorsitzender)
- H. Köppen, Köln (Geschäftsführer)
- Georg Groth, Berlin (Beisitzer)
- Wilfried Neugebauer, München (Beisitzer)

Ziel des Vereins war, der Öffentlichkeit darzustellen, dass die ökonomische Bildung eine gesellschaftliche Notwendigkeit ist. Laut dem Gründungsvorsitzenden Dietmar Krafft war stets klar, dass „eine Einführung von Wirtschaft in das allgemeinbildende Schulwesen wegen starker Gegenströmungen sehr schwierig bleiben würde“.
1995 ging die BÖB in die heutige Deutsche Gesellschaft für Ökonomische Bildung (DeGÖB) über. Die unterschiedliche fachliche Herkunft der Mitglieder führzte zu teilweise diametral unterschiedlichen Interessen und Einstellungen. So gibt es neben den Mitgliedern, die für ein eigenständiges Schulfach Wirtschaft eintreten auch Mitglieder, die eine Integration ökonomischer Bildungsinhalte in andere Schulfächer fordern. Dieser Konflikt mündete 2011 in die Gründung der informellen Initiative für eine bessere ökonomische Bildung (iböb). 2016 kam es in Frankfurt/Main zur Abspaltung einer Gruppe von Mitgliedern von der DeGÖB. Diese gründeten gemeinsam mit anderen Hochschullehrern anschließend die Gesellschaft für sozioökonomische Bildung und Wissenschaft (GSÖBW).

## Aktivitäten

### Arbeitsgruppen
Mitglieder der DeGÖB sind in verschiedenen Arbeitsgruppen organisiert, die jeweils von einer/einem fachlich ausgewiesenen Angehörigen der Arbeitsgruppe geleitet werden. Die Arbeitsgruppen treffen sich mehr oder weniger regelmäßig, um sich inhaltlich auszutauschen und Publikationsprojekte voranzubringen.
| Arbeitsgruppe                | Leiter/in                          |
| ---------------------------- | ---------------------------------- |
| Berufliche Orientierung      | Rudolf Schröder (Oldenburg)        |
| Digitalisierung              | Athanassios Pitsoulis (Hildesheim) |
| Entrepreneurship             | Ilona Ebbers (Flensburg)           |
| Finanzielle Bildung          | Bettina Fuhrmann (Wien)            |
| Lehrerbildung und Curriculum | Michael Weyland (Ludwigsburg)      |

### Preise
Die DeGÖB vergibt seit 2007 jährlich einen Förderpreis für Qualifikationsarbeiten. Gemeinsam mit der Joachim-Herz-Stiftung verleiht die DeGÖB außerdem einen Posterpreis an Nachwuchswissenschaftler.

### Tagungen
Die DeGÖB veranstaltet im jährlichen Rhythmus an wechselnden Orten Jahrestagungen zu jeweils bestimmten Themen und veröffentlicht ausgewählte Tagungsbeiträge in einem Tagungsband. Von 2009 bis 2018 sind die Tagungsbände erschienen in der Reihe Didaktik der Ökonomischen Bildung des Wochenschau-Verlags.
| Jahr | Ort               | Thema                                                                |
| ---- | ----------------- | -------------------------------------------------------------------- |
| 2025 | Frankfurt         | Ökonomische Bildung und Transformation                               |
| 2024 | Duisburg-Essen    | Evidenzbasierter Wirtschaftsunterricht                               |
| 2023 | Tübingen          | Digitalisierung in der Ökonomische Bildung                           |
| 2022 | Online (Münster)  | Ökonomische Bildung für Nachhaltige Entwicklung                      |
| 2021 | Siegen (virtuell) | Inhaltliche und methodische Konzeptionen für die Ökonomische Bildung |
| 2020 | Landau            | Empirische pädagogische Forschung in der Ökonomischen Bildung        |
| 2019 | Dortmund          | Ökonomische Bildung und Innovation                                   |
| 2018 | Freiburg          | Ökonomische Bildung und Freiheit                                     |
| 2017 | Flensburg         | Kontexte                                                             |
| 2016 | Hildesheim        | Perspektiven                                                         |
| 2015 | Wien              | Theorie-Praxis-Verhältnis                                            |
| 2014 | Oldenburg         | Kognitive Aktivierung                                                |

### Publikationen
- DeGÖB (Hrsg.): Kompetenzen der ökonomischen Bildung für allgemein bildende Schulen und Bildungsstandards für den mittleren Schulabschluss. April 2004 (degoeb.de [PDF]).
- Holger Arndt (Hrsg.): Kognitive Aktivierung in der ökonomischen Bildung (= DeGÖB [Hrsg.]: Didaktik der ökonomischen Bildung). Wochenschau, Schwalbach/Ts. 2005, ISBN 978-3-7344-0086-5, S. 299.
- Hans-Jürgen Schlösser: Stand und Entwicklung der ökonomischen Bildung. Hobein, Bergisch Gladbach 2001, ISBN 3-924985-34-0, S. 309.

## Belege
1. ↑  Über uns. Abgerufen am 2. Dezember 2020.
2. ↑  Satzung. Abgerufen am 2. Dezember 2020.
3. 1 2 3 4 5 6  Dietmar Krafft: Notizen zur Geschichte und Gegenwart der Deutschen Gesellschaft für Ökonomische Bildung. In: Michael Schuhen, Michael Wohlgemuth, Christian Müller (Hrsg.): Ökonomische Bildung und Wirtschaftsordnung. Lucius & Lucius, Stuttgart 2012, ISBN 978-3-8282-0568-0, S. 87–99.
4. 1 2  Deutsche Gesellschaft für Ökonomische Bildung: Satzung. Abgerufen am 5. Februar 2021.
5. ↑  Deutscher Ausschuss für das Erziehungs- und Sozialwesen: Empfehlungen und Gutachten. Band 7/8. Stuttgart 1964.
6. ↑  Andrea Temming: Marketing für eine Bildungsidee. Interdisziplinäre Legitimierung und Entwicklung einer Marketingkonzeption am Exemplum der Etablierung ökonomischer Bildung im allgemeinbildenden Schulwesen. Tectum, Marburg 2004, ISBN 978-3-8288-3374-6, S. 249 f.
7. ↑  Gründungserklärung | Gesellschaft für sozioökonomische Bildung und Wissenschaft. Abgerufen am 4. Dezember 2020.
8. ↑  Auszeichnungen. Abgerufen am 2. Dezember 2020.
9. ↑  Reihe: Didaktik der Ökonomischen Bildung (Memento des Originals vom 9. Februar 2021 im Internet Archive)  Info: Der Archivlink wurde automatisch eingesetzt und noch nicht geprüft. Bitte prüfe Original- und Archivlink gemäß Anleitung und entferne dann diesen Hinweis.